# Dendrochronologie
Branche de la dendrologie, la dendrochronologie (du grec ancien δένδρον / déndron, « arbre », χρόνος / khrónos, « temps », avec le suffixe -λογία / -logía, « récit, discours ») est une méthode scientifique permettant avant tout d'obtenir des datations de pièces de bois à l’année près, en comptant et en analysant la morphologie des anneaux de croissance (ou cernes) des arbres. Elle permet également de reconstituer les changements climatiques et environnementaux.
Le botaniste bâlois Heinrich Zoller avait déjà publié dans les années 1950 une étude montrant et utilisant la présence de cernes annuels chez certaines herbacées. Il a, grâce à cela, évalué l'âge de plusieurs herbacées de végétation de steppe sèche du Valais, mais ses travaux sont passés relativement inaperçus.

## Historique
La dendrochronologie a été inventée et développée au cours du XXe siècle par Andrew Ellicott Douglass, le fondateur du Laboratory of Tree-Ring Research, de l’université de l'Arizona. Plusieurs siècles auparavant, Léonard de Vinci avait déjà décrit le principe des cernes de croissance et leurs variations en fonction des conditions climatiques. L'Américain Edmund Schulman (1908-1958) et le Suisse  Fritz Schweingruber (en) (1935-2020) ont également largement contribué au développement scientifique de la discipline.

## Principes
(mai 2013).

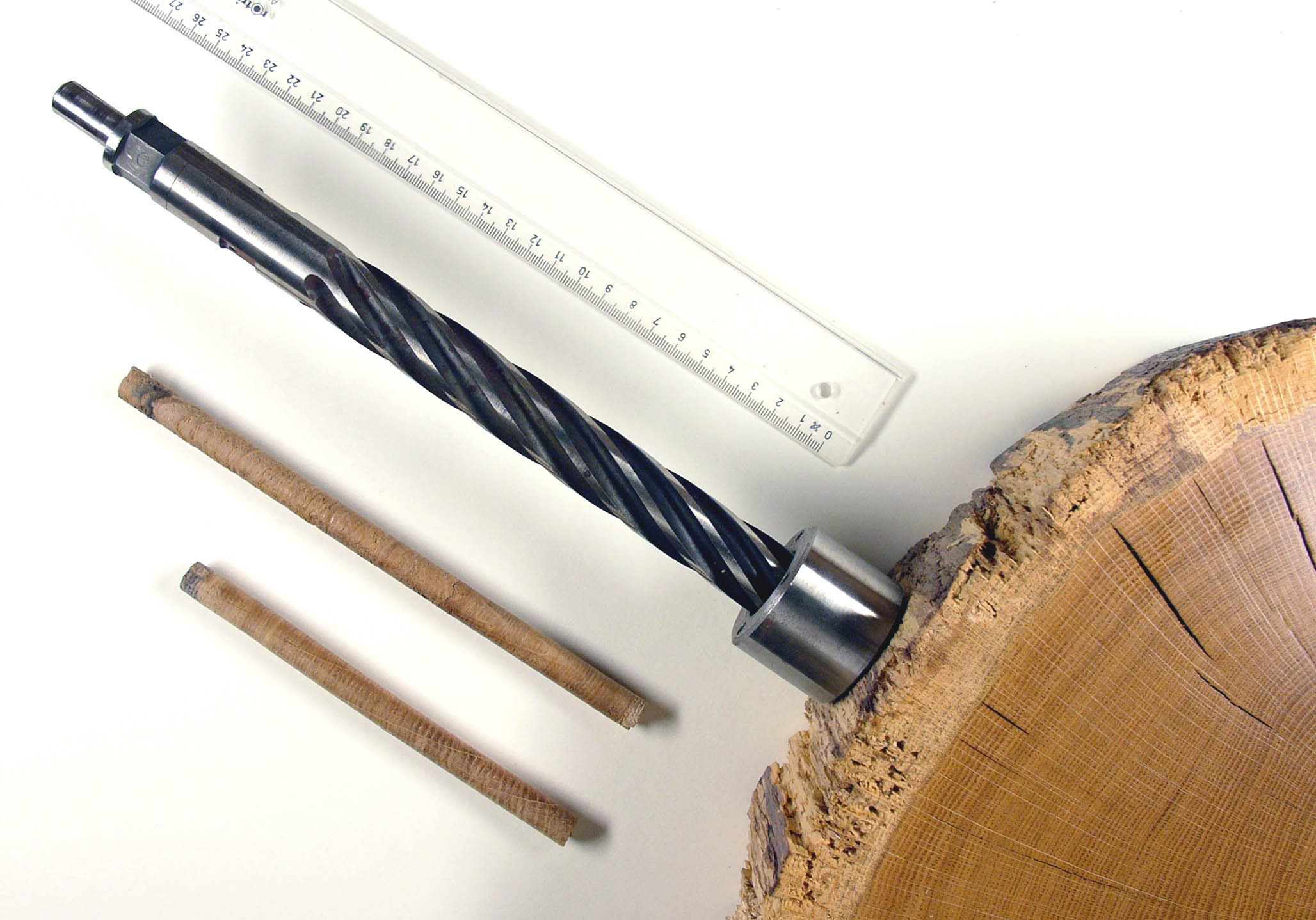
Foret utilisé pour le prélèvement d'échantillons.

Sous des latitudes moyennes, les arbres poussent en produisant du bois lorsque les conditions climatiques sont favorables (du début du printemps à la fin de l'été). Au printemps, les cernes sont clairs car les vaisseaux conduisant la sève sont plus larges, ce qui permet des flux plus importants. L'analyse d'un échantillon de bois en repérant ses anneaux de croissance et en attribuant à chacun d'entre eux un millésime de formation, permet de déduire les conditions climatiques contemporaines de la vie de l'arbre.
En prenant des échantillons dans différents sites d'une même région et ayant poussé à des époques différentes mais se recoupant, il est possible de composer une séquence sur plusieurs siècles et de créer une chronologie de référence permettant de réaliser des études paléoclimatiques. L'idéal est bien sûr d'avoir une tranche d'arbre multi-centenaire. La comparaison du profil de croissance d'un morceau de bois d'une époque indéterminée avec cette chronologie de référence permet sa datation exacte à l'année près. La difficulté principale consiste à recaler les séquences des cernes sur des références temporelles absolues. Cela peut être l'année courante si la séquence remonte continûment jusqu'au présent, ou l'utilisation de marqueurs temporels comme les événements de Miyake, d'origine spatiale et couvrant la totalité du globe.
Cette propriété permet d'établir des courbes de calibrage sur le passé relativement proche pour corriger les résultats de la datation par le carbone 14, qui suppose une concentration de carbone 14 constante dans l'atmosphère au cours des siècles, alors que celle-ci a varié. Depuis quelques décennies, les datations par le carbone 14 sont calibrées et donc plus précises.
La dendrochronologie est la meilleure méthode de datation absolue utilisée en archéologie pour les périodes remontant jusqu'au Mésolithique (jusqu'à environ 7000 av. J.-C.) (à Charavines, en Isère, dès 1974, un habitat néolithique fut le site français pionnier dans cette discipline). Elle permet une datation très précise, à l'année près, mais nécessite que des éléments en bois de taille suffisante soient conservés et qu'il n'y ait pas de cernes manquants ou surnuméraires.
Le comptage des cernes est une procédure rudimentaire qui est souvent à l'origine d'une sous-estimation. En effet, chez de nombreuses espèces, l'arbre peut, certaines années, ne pas former de bois sur tout ou partie de sa circonférence (d'où un cerne partiellement ou totalement absent), en raison d'un hiver rigoureux, combiné ou non à un printemps tardif, ou consécutivement à une défoliation sévère. Plus rarement, l’arbre peut fabriquer plusieurs cernes (cernes doubles ou faux cernes) dans une année, par exemple à la suite de l'installation précoce de la sécheresse estivale (cas de la région méditerranéenne), lorsque le cambium élabore des éléments de bois final, puis, à la faveur d'une amélioration des conditions météorologiques estivales, produire à nouveau des éléments de bois initial, avant de produire en fin de saison de croissance le bois final normal. De plus, le premier cerne formé par chaque arbre se trouve généralement au niveau du collet racinaire de l'arbre, sous le niveau du sol. Pour identifier ces cernes manquants ou surnuméraires, afin d'obtenir un âge exact, les dendrochronologues utilisent l'interdatation (appelée aussi synchronisation), « qui consiste à dater précisément chaque cerne. Elle nécessite de mesurer leur largeur, au lieu de simplement les compter. On compare ensuite la série des largeurs mesurées à une série de références que l’on sait complète, sans cernes manquants, établie pour la même espèce et dans la même région ».

## Dendrochronologie, paléoenvironnement et environnement

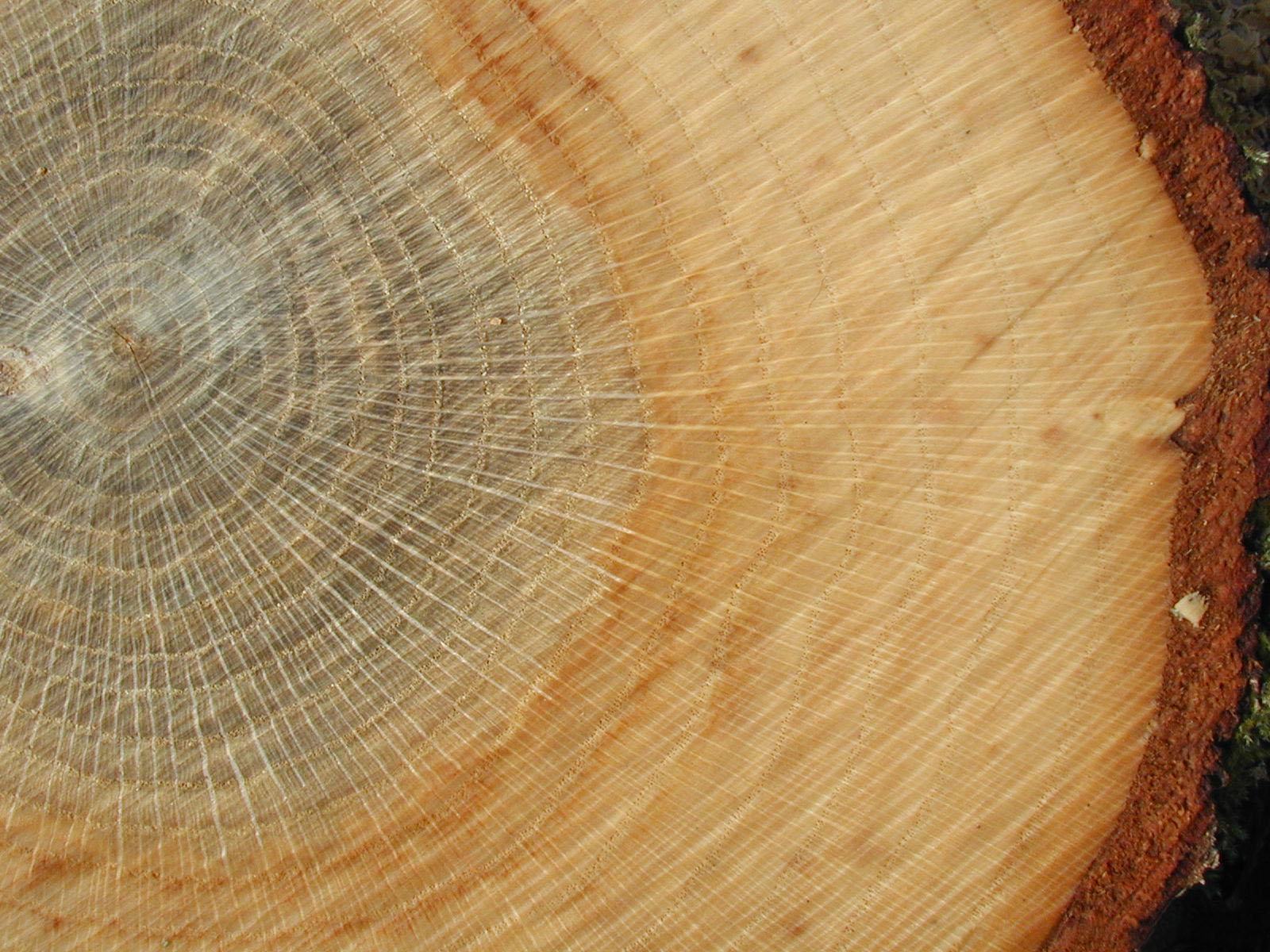
Section de tronc d'un chêne pédonculé (Quercus robur) apparemment âgé de 21 ans.

A titre d'exemple, Pearson et al. (2009) ont pu détecter une cause volcanogène (éruption de Théra, sur l'île de Santorin) à des anomalies dans les cernes de croissance d'un bois daté de l'âge du Bronze en Anatolie. Les tempêtes hivernales européennes peuvent également être enregistrées par des disproportions de croissance de cernes.
Des analyses microchimiques de chaque cerne permettent de déterminer les concentrations de certains polluants dans l'environnement (plomb et autres métaux lourds ou métalloïdes  ou certains radionucléides tels que l'uranium, pour les années, décennies voire siècles antérieures (tant que le bois reste en bon état et qu'il n'a pas subi de contamination secondaire). Ceci permet un biomonitoring intéressant pour l'écologie rétrospective, sur plusieurs siècles éventuellement pour les arbres à longue durée de vie comme le chêne.
L'analyse dendrochronologique apporte également des indices sur la pluviométrie et la température qu'il faisait au moment où l'arbre produisait un cerne. Les données sont pondérées par l'analyse de nombreux arbres pour gommer certains artéfacts, par exemple liés à des attaques de certains insectes défoliateurs (qui peuvent stopper la croissance d'un arbre jusqu'à cinq ans durant par des attaques répétées). Ce principe est à la base d'une sous-discipline de la dendrochronologie, la dendroclimatologie. De même en présence de certains mammifères (bisons, cervidés) qui écorcent partiellement les arbres, la croissance des cernes peut être provisoirement modifiée le temps de la cicatrisation.
La compréhension des évolutions passées — face aux changements climatiques notamment — peut éclairer le présent et le futur des forêts. Ainsi les satellites montrent un allongement de la saison de végétation dans le nord de l'hémisphère Nord, mais l'étude des cernes de l'épinette blanche en Alaska et des teneurs du bois en isotopes du carbone montrent (sur 90 ans) que la croissance radiale des arbres a — dans cette région — été ralentie quand il faisait plus chaud (et trop sec ?), ce qui est contraire à ce qu'attendaient nombre d'experts, et qui doit faire réviser les théories sur la capacité de la forêt boréale à stocker plus de carbone si le réchauffement se poursuit.

## Dendrochronologie appliquée à certaines herbacées (vivaces)

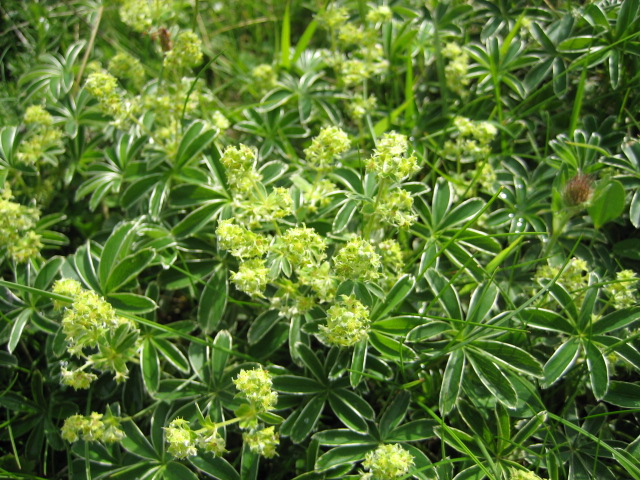
La dendrochronologie a pu montrer qu'un plan d'alchémille des alpes peut au moins vivre jusqu'à 40 ans.

Les herbacées dicotylédones peuvent vivre jusqu'à plusieurs décennies et leurs racines (ou tiges quand elles sont pérennes) sont également porteuses de cernes de croissance, parce que les vaisseaux de sève sont plus épais au printemps qu’en fin d'été.
Des essais récents réalisés dans des champs en Suisse ont montré qu’il s’agit bien de véritables cernes annuels, même s'ils sont plus fins que ceux des arbres et plus difficiles à observer car ne mesurant que de 0,04  à   0,5 millimètre de large. L'étude par Fritz Schweingruber de sections de racines pivotantes de saxifrages faux aïzoons (Saxifraga aizoides) a permis de trouver des individus de 22 ans. Un âge de 19 ans a été démontré pour une campanule à feuilles de cranson (Campanula cochleariifolia). Des pieds-de-chat étaient âgés de dix ans (Antennaria dioica) alors que certaines bruyères (Erica carnea) avaient atteint les 70 ans.
La dendrochronologie des herbacées pourra aider à mieux comprendre rétrospectivement la dynamique des populations de communautés végétales et l'âge de certaines plantes qu'on ignorait jusqu'ici, notamment pour des espèces menacées ou au contraire invasives. Dater l'apparition et l’expansion d’une espèce invasive dans différents types d'habitat peut permettre d'affiner des scénarios de progression future.
La largeur des cernes est également un indicateur jugé fiable des conditions locales et temporelles de bonne ou mauvaise croissance de la végétation, les plantes réagissant de manière plus marquée à la plupart des aléas que les arbres dont les racines plongent plus profondément dans le sol.

## Dendrochronologie par pays

### En France
(janvier 2015).
Pour être vraiment significatif, un prélèvement (par exemple dans une maison en pan de bois ou dans une charpente) doit s’effectuer par lots, en échantillonnage représentatif. Dans les châteaux, les églises et autres édifices, les prélèvements de bois sur les poutres des différents ensembles peuvent être réalisés par carottage de cinq millimètres de diamètre. Le fait que les laboratoires fournissent un rapport d’analyse détaillé dans un délai de deux à trois mois permet aux géologues, préhistoriens, historiens, historiens d’art, restaurateurs d’art ou architectes, d’orienter leurs travaux et de réaliser la mise en valeur des résultats dans leur contexte.
Depuis 1993, le Centre de recherches sur les monuments historiques mène une politique d’analyses de dendrochronologie pour préciser ou confirmer les datations des charpentes, des pans de bois et des menuiseries étudiées par le service. Ces analyses ont permis d’établir des jalons chronologiques des mises en œuvre et sont une aide précieuse pour dater les éléments architecturaux en bois. Analyses de dendrochronologie des charpentes de Chinon (Indre-et-loire), de Puiseaux (Loiret) et de Bourges menées par le Centre de recherches sur les monuments historiques dans le cadre d’actions de datation des charpentes.
La mission de la recherche et de la technologie, en liaison avec les directions patrimoniales du ministère, a pour sa part commandé une étude sur l’organisation de la dendrochronologie en France et les conditions d’intervention des organismes fournissant des datations par la dendrochronologie aux archéologues, historiens, chercheurs, architectes, chargés de la conservation du patrimoine culturel. En effet, un nombre croissant de laboratoires publics et privés se disputent non sans heurts l’exercice de la dendrochronologie, méthode de datation spécifique au bois basée sur l’analyse comparative des cernes de croissance. Il est à noter que ce sont l’expérience et la richesse des références accumulées qui sont déterminantes pour la qualité de cette méthode, alors que le matériel nécessaire est simple et n’exige pas de lourds investissements. Cette étude avait pour objectif de comprendre cette situation de concurrence entre ces laboratoires, préjudiciable aux services du ministère, qui en sont les principaux commanditaires. Il s’agissait d’apprécier et de comparer les performances, au sens le plus étendu du terme, des laboratoires en France et en Europe ; afin d’évaluer le caractère stratégique de la dendrochronologie et ses applications notamment en matière de datation, d’authentification, d’expertise, de conservation et de valorisation du matériau bois dans le patrimoine culturel ; également d’apprécier la dimension du marché de la dendrochronologie en France, de prévoir son évolution et les moyens d’y faire face si possible en développant le recours à des moyens nationaux. Il y a quelques années[Quand ?] la datation par dendrochronologie n’intéressait que la recherche archéologique. Il s’y ajoute aujourd’hui de manière presque égale en nombre d’échantillons datés par an, l’étude du bâti (monuments historiques, sites etc.) et l'étude/expertise d'œuvres d'art. La méthode et ses possibilités sont encore mal connues des architectes et le recours à la dendrochronologie lors des études préalables est encore accessoire.

### Au Québec
Les longues séries dendrochronologiques ayant pu être reconstituées à ce jour au Québec sont principalement constituées d'épinette noire à la limite nordique de la forêt boréale ainsi que de thuya occidental, de pin blanc et de pruche du Canada plus au sud dans les forêts boréale et tempérée.
Plusieurs groupes et associations œuvrent à la construction de longues séries dendrochronologiques. À Montréal, le Groupe de recherche en dendrochronologie historique (GRDH), OSBL basée à l'Université de Montréal, a effectué de nombreuses analyses dendrochronologiques sur des pièces de bois provenant de maisons anciennes, de sites archéologiques et d'arbres vivants. Les travaux du groupe ont mené à la création depuis 2002 de chronologies de référence pour la ville de Québec, l'Île d'Orléans, Montréal ou encore l'Outaouais. À Québec, le Centre d'études nordiques a construit plusieurs chronologies, notamment dans la région de Québec et dans le Bas-Saint-Laurent. Enfin, plus au nord, le laboratoire de dendroécologie de la forêt d'enseignement et de recherche du lac Duparquet (FERLD), liée à l'Université du Québec en Abitibi-Témiscamingue, est un acteur incontournable de la dendrochronologie au Québec. Cette station de recherche se concentre principalement sur l'étude de la forêt boréale.

### Revues scientifiques
- Tree-Ring Research (anciennement Tree-Ring Bulletin)
- Dendrochronologia